# Adoptant primerenc

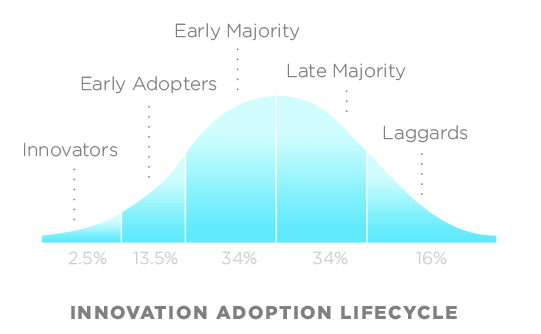
Corba de campana Rogers

Un primer client o un client far és un client primerenc d'una empresa, producte o tecnologia determinats. El terme prové de Diffusion of Innovations d'Everett M. Rogers (1962).
Normalment, un que adopta per primera vegada serà un client que, a més d'utilitzar el producte o la tecnologia del venedor, també participarà en l'avaluació del venedor per ajudar-lo a perfeccionar els llançaments futurs del producte, així com els mitjans de distribució o servei associats. Per tant, precedeix el mercat de masses. En l'àmbit de la política, la moda o l'art per exemple, aquesta persona seria considerada un pioner o creador de tendències.

## Història
Normalment, els primers usuaris són clients que, a més d'utilitzar el producte o la tecnologia del venedor, també proporcionen un feedback considerable i sincer per ajudar el venedor a perfeccionar les seves futures versions de productes, així com els mitjans de distribució, servei i suport associats. L'adopció precoç també es pot denominar com una forma de prova en les primeres etapes d'un projecte.
La relació és sinèrgica. El client rep un accés precoç (i de vegades únic, o almenys de manera única) a un nou producte o tecnologia avantatjós. A canvi, el client també pot servir com una mena de conillet d'índies.
A canvi de ser un primer adoptador i, per tant, d'estar exposat als problemes, riscos i molèsties comuns a les proves i el desplegament de productes en fase inicial, el "client far" de vegades rep una assistència i suport del proveïdor especialment atent, fins i tot fins al punt de disposar de personal al lloc de treball del client per ajudar amb la implementació. De vegades, el client té preus, termes i condicions preferencials, tot i que les noves tecnologies solen ser molt cares, de manera que el primer adoptant encara paga molt.
El venedor, d'altra banda, es beneficia de rebre ingressos primerencs, i també de l'aval i assistència d'un client far per desenvolupar encara més el producte i els seus mecanismes de sortida al mercat. Adquirir clients far és un pas comú en el desenvolupament i la implementació de nous productes. L'enfocament del món real que aquest tipus de relació pot aportar a un venedor pot ser extremadament valuós.
L'adopció anticipada comporta inconvenients: les primeres versions dels productes poden tenir errors i/o tenir problemes de funcionament. A més, les versions més eficients, i de vegades menys costoses, del producte solen aparèixer uns mesos després del llançament inicial (Apple iPhone). La tendència de les noves tecnologies que costa més en el moment del llançament es coneix sovint com a "impost sobre els primers adoptants".